# Trefacio
Trefacio is een gemeente in de Spaanse provincie Zamora in de regio Castilië en León met een oppervlakte van 25,48 km². Trefacio telt 186 inwoners (1 januari 2016).

## Demografische ontwikkeling
Bron: INE, 1857-2011: volkstellingen
Opm.: In 1857 werden de gemeenten Cerdillo, Murias en Villarino de Sanabria aangehecht